# Pelagic Records
Pelagic Records ist ein deutsches Independent-Label, das 2009 gegründet wurde.

## Geschichte
Das Label wurde im Jahr 2009 von Robin Staps gegründet, mit der Absicht, ein altes Album seiner Band The Ocean wiederzuveröffentlichen, da Metal Blade Records sein Gesuch zuvor abgelehnt hatte. Das Label unterstützte ihn jedoch bei dem Vertrieb. Schon bald erreichte er einen Vertriebsvertrag bei SPV, woraufhin weitere Tonträger herausgebracht wurden, da sich die ersten Veröffentlichungen als recht erfolgreich erwiesen. Als zweites erschien ein Tonträger der Schweizer Band Nebra, dem sich als drittes die Schallplatten-Version von God Is an Astronauts All Is Violent, All Is Bright anschloss. Die Veröffentlichungen sind keinem bestimmten Zeitplan unterworfen, sondern erscheinen nach Staps' Belieben. Im September 2017 erschien mit In the Twilight, These Rocks Have Teeth der erste Label-Sampler bestehend aus zwei CDs, der einen Querschnitt der Veröffentlichungen der letzten knapp acht Jahre zeigt. Der Sampler wurde auch digital angeboten.

## Veröffentlichungen (Auswahl)
- 2009: The Ocean – Fluxion
- 2009: Nebra – Sky Disk
- 2009: God Is an Astronaut – All Is Violent, All Is Bright
- 2010: The Ocean – Hellocentric
- 2010: The Ocean – Anthropocentric
- 2010: God Is an Astronaut – Age of the Fifth Sun
- 2011: Abraham – An Eye on the Universe
- 2011: Earthship – Exile Eden
- 2011: Lo! – Look and Behold
- 2012: Khoma – All Erodes
- 2012: Hypno5e – Acid Mist Tomorrow
- 2013: The Shaking Sensations – Start Stop Worrying
- 2013: Zatokrev – The Bat, the Wheel and a Long Road to Nowhere
- 2014: Cult of Luna – Eternal Music
- 2014: Dioramic – Supra
- 2014: Mono – The Last Dawn
- 2014: Mono – Rays of Darkness
- 2014: Kruger – Adam and Steve
- 2015: Klone – Here Comes the Sun
- 2015: Implore – Depopulation
- 2016: Silver Snakes – Saboteur
- 2016: Tiny Fingers – Megafauna
- 2016: Wang Wen – Sweet Home, Go!
- 2017: Twinesuns – The Empire Never Ended
- 2017: Spook the Horses – People Used to Live Here
- 2017: Emil Amos – Filmmusik
- 2017: Hyenas – Deadweights
- 2017: Bison – You Are Not the Ocean You Are the Patient
- 2017: Sleepmakeswaves – Made of Breath Only
- 2018: LLNN – Deads
- 2019: Mono – Nowhere Now Here
- 2020: Psychonaut – Unfold the God Man